# Arabella Ng
Arabella Caroline Yili Ng (chinesisch 吳一里 / 吴一里, Pinyin Wuú Yīlǐ, Jyutping Ng4 Jat1lei5; * 8. Oktober 2001 in Hongkong) ist eine Skirennläuferin aus Hongkong.

## Biographie
Ng wurde in Hongkong geboren, zog jedoch bereits als Kleinkind mit ihrer Familie nach Kanada und wuchs in Whistler, British Columbia auf. Später zog sie nach Vermont um ihre Skikarriere weiter zu verfolgen.
Ihr internationales Renndebüt gab sie am 21. November 2017 bei einem FIS-Riesenslalom in Sun Peaks, British Columbia. Wenige Monate später wurde sie von der Sports Federation and Olympic Committee of Hong Kong, China, dem Nationalen Olympischen Komitee Hongkongs für die Olympischen Winterspiele 2018 in Pyeongchang nominiert. 
Damit war sie die erste Sportlerin aus Hongkong die in einer anderen Sportart als Shorttrack an den Olympischen Winterspielen teilnahm. Bei den Spielen selbst erreichte sie als beste Platzierung den 56. Platz im Riesenslalom, im Slalom schied sie aus.
Hauptsächlich startet Ng bei FIS bzw. Universitätsrennen in Nordamerika. Ihr bisher letztes Rennen bestritt sie am 14. März 2021 in Proctor, Vermont. Seitdem ist sie nicht mehr als Skirennläuferin in Erscheinung getreten.

## Erfolge

### Olympische Winterspiele
- Pyeongchang 2018: 56. Riesenslalom, DNF Slalom

### Australian New Zealand Cup
- Eine Platzierung unter den besten 20

### Weitere Erfolge
- Eine Platzierung unter den besten 5 bei einem FIS-Rennen